# Soracachi (Malla)
Soracachi ist eine Ortschaft im Departamento La Paz im südamerikanischen Andenstaat Bolivien.

## Lage im Nahraum
Soracachi liegt in der Provinz Loayza und ist der größte Ort im Cantón Koque im Municipio Malla. Die Ortschaft Rodeo liegt auf einer Höhe von 4022 m am rechten, westlichen Ufer des Río Monte Blanco, in einem der östlich gelegenen Täler der Serranía de Sicasica nahe der Kordillere Quimsa Cruz.

## Geographie
Soracachi liegt zwischen dem bolivianischen Altiplano im Westen und dem Amazonas-Tiefland im Osten. Die Region weist ein typisches Tageszeitenklima auf, bei dem die Temperaturunterschiede zwischen Tag und Nacht größer sind als die mittleren Temperaturunterschiede zwischen den Jahreszeiten.
Die mittlere Durchschnittstemperatur der Region liegt bei 9 °C, der Jahresniederschlag beträgt 500 bis 600 mm (siehe Klimadiagramm Viloco), mit einer ausgeprägten Trockenzeit von Mai bis August mit Monatswerten von unter 15 mm Niederschlag.

## Verkehrsnetz
Soracachi liegt in einer Entfernung von 242 Straßenkilometern südöstlich von La Paz, der Hauptstadt des gleichnamigen Departamentos.
Von La Paz führt die asphaltierte Nationalstraße Ruta 1 in südlicher Richtung über El Alto nach Süden. Zwölf Kilometer südlich von El Alto zweigt eine Landstraße nach Südosten ab und folgt dem Río Cala Jahuira 20 Kilometer flussaufwärts. Von dort zweigt eine unbefestigte Stichstraße Richtung Nordosten ab und erreicht nach weiteren 35 Kilometern Sapahaqui. Die Piste folgt dem Verlauf des Río Sapahaqui bis zur Ortschaft Caracato und weiter dem Río Caracato nach Norden bis Khola und von dort weitere 75 Kilometer in südöstlicher Richtung über Viloco und Jachapampa nach Malla und überwindet auf den folgenden 21 Kilometern bis Rodeo Passhöhen von bis zu 4830 Metern und folgt dann auf den folgenden sechs Kilometern dem Flusslauf nach Süden bis Soracachi.

## Bevölkerung
Die Einwohnerzahl der Ortschaft ist in dem Jahrzehnt zwischen den beiden letzten Volkszählungen um etwa ein Drittel angestiegen:
| Jahr | Einwohner         | Quelle       |
| ---- | ----------------- | ------------ |
| 1992 | keine Detaildaten | Volkszählung |
| 2001 | 121               | Volkszählung |
| 2012 | 161               | Volkszählung |
| 2024 |                   | Volkszählung |